# Шахиншах
Шахинша́х или шаханша́х (др.-перс. 𐎧𐏁𐎠𐎹𐎰𐎡𐎹 𐏐 𐎧𐏁𐎠𐎹𐎰𐎡𐎹𐎴𐎠𐎶 xšāyaθiya xšāyaθiyānām, пехл. šāhān šāh, перс. شاهنشاه‎, [shāhanshāh] — «царь царей») — древний персидский (мидийского происхождения, заимствованный Ахеменидами), позже иранский монархический титул, приблизительно соответствующий европейскому титулу императора. Титулование — Его Императорское Величество.

## Описание
Титул впервые был принят правителями Ирана из династии Сасанидов, однако восходит он к титулу эпохи Ахеменидов «xšāyaθiya xšāyaθiyānām», поэтому первым шаханшахом в Иране называют ахеменидского царя Кира II Великого. Помимо Ахеменидов и Сасанидов, титул «царя царей» начиная со II века до н. э. носили правители Парфии из династии Аршакидов.
В целом, титул использовался с перерывами на протяжении примерно 2500 лет. Последним шаханшахом Ирана был Мохаммед Реза Пехлеви, свергнутый в 1979 году во время исламской революции. Сын Мохаммеда Резы Реза Пехлеви считается иранскими монархистами законным шаханшахом.
В русскоязычной литературе титул шахиншах обычно переводится как «царь царей», когда речь идёт о древней Персии, и не переводится, когда речь идёт о современном Иране.
Аналогичный греческий титул Басилевс Басилеон принял византийский император Ираклий после победы над Сасанидами.

## Династии, носившие титул после Ахеменидов
| Династия   | Государство                   | Годы правления                                    |
| ---------- | ----------------------------- | ------------------------------------------------- |
| Аршакиды   | Аряншахр                      | 108 до н. э. — 88 д. э., 58/57 д.н.э. — 226 н. э. |
| Арташесиды | Великая Армения               | 88 до н. э.—1 н. э.                               |
| Сасаниды   | Эраншахр                      | 226—651                                           |
| Багратиды  | Армения                       | 921—1045                                          |
| Багратионы | Грузинское царство            | 1124—1490                                         |
| Бувайхиды  | Ирак и Иран                   | 932—1062                                          |
| Хулагуиды  | Государство Хулагуидов        |                                                   |
| Бахарлы    | Кара-Коюнлу                   |                                                   |
| Баяндуры   | Ак-Коюнлу                     |                                                   |
| Сефевиды   | Сефевидский Иран              | 1501—1794                                         |
| Бабуриды   | Империя Великих Моголов       | 1526—1858                                         |
| Афшариды   | Афшаридский Иран              | 1736—1795                                         |
| Зенды      | Иран                          | 1782—1794                                         |
| Каджары    | Высочайшее государство Иран   | 1796—1925                                         |
| Пехлеви    | Шаханшахское Государство Иран | 1925—1979                                         |